# Gregor Zöllig

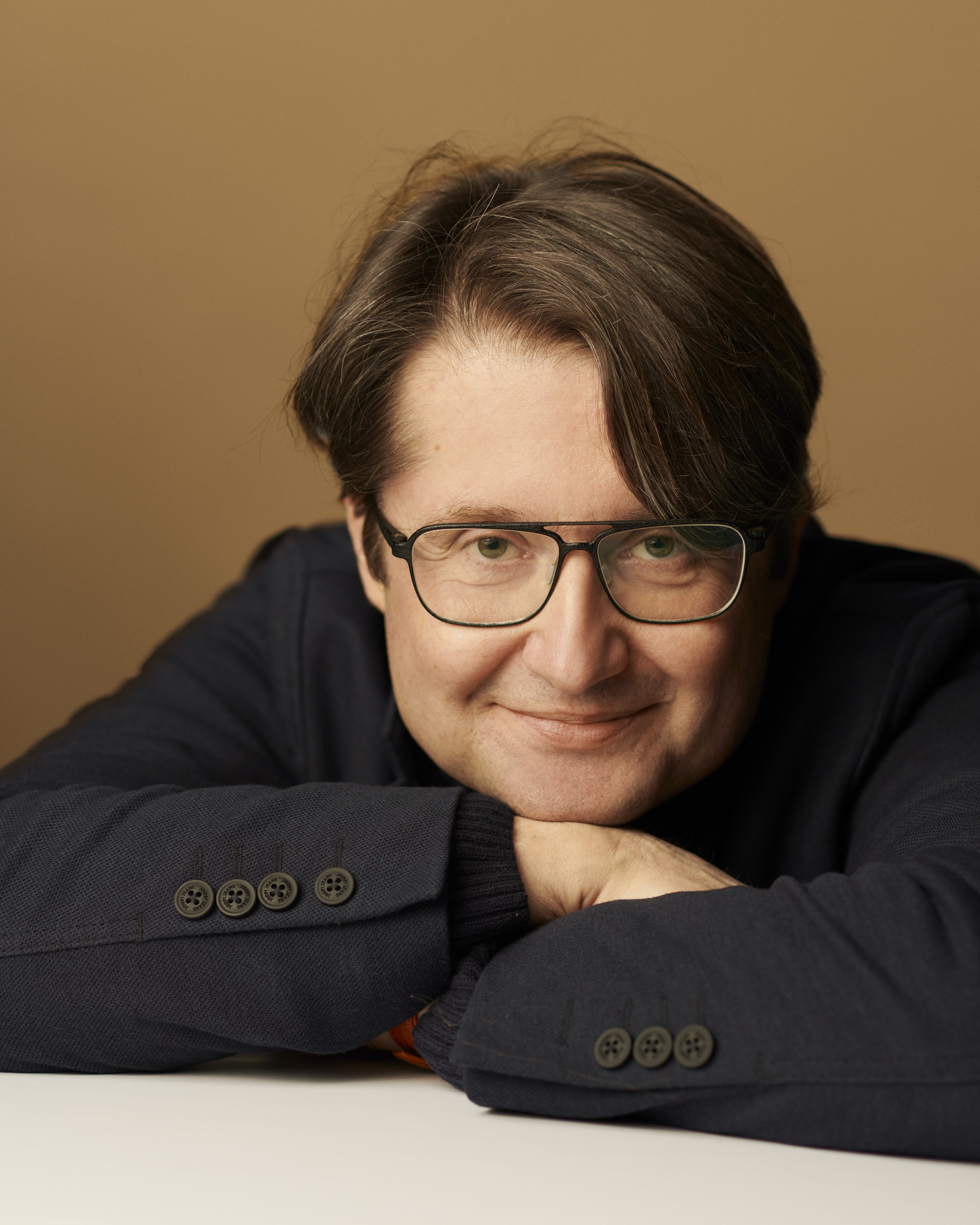
Gregor Zöllig (2024)

Gregor Zöllig (* 31. Oktober 1965 in St. Gallen) ist ein Schweizer Tänzer und Choreograph. Er ist künstlerischer Leiter und Chefchoreograph des Tanztheaters am Staatstheater Braunschweig.

## Künstlerische Arbeitsweise
Gregor Zöllig versteht sein Tanztheater als »Laboratorium sozialer Phantasie«, das die künstlerische Auseinandersetzung mit den Widersprüchen der modernen Gesellschaft sucht und auf die Recherche nach dem körperlichen Ausdruck unserer Zeit setzt. Ein Schwerpunkt seiner Arbeit legt der Choreograf dabei auf die Entwicklung seiner eigenen Tanzstücke. Durch die Zusammenarbeit mit internationalen Gastchoreografen und Gastspielen von renommierten Tanzkompanien stehen die Tanzsparten unter der künstlerischen Leitung von Gregor Zöllig repräsentativ für den Austausch innovativer Tanzstile. Dabei vernetzt er sich mit seinem Ensemble mit der Stadtgesellschaft, ihren Orten und Kulturinstitutionen und greift Geschichten von Stadt und Region im Spielplan auf. Er sucht tanzend den Dialog mit seiner Vermittlungsarbeit zum Publikum.
Er leitete von 1997 bis 2005 das Tanztheater am Theater Osnabrück, von 2005 bis 2015 das Tanztheater am Theater Bielefeld und seit 2015 das Tanztheater am Staatstheater Braunschweig. Er etablierte die Tanzsparte an den jeweiligen Theatern und baute sie zu überregional beachteten Publikumsmagneten aus.

## Choreografisches Werk
Seit 1997 entstand ein sehr vielfältiges choreografisches Werk. Die meisten Tanzstücke von Gregor Zöllig sind Uraufführungen. Er erarbeitet alle seine Stücke im künstlerischen Verbund mit seinen Tänzern und Tänzerinnen sowie dem künstlerischen Team aus Dramaturgie, Bühnen- und Kostümbild, Komposition und Lichtdesign.
Am Theater Osnabrück entstanden die Uraufführungen Stadt.Stolper.Steine (2000), Tabula Rasa (2000), Himmelstürmer (2001), Tütü Dada (2001), Der Stand der Dinge (2003, mit den Choreographien Speedless, Schuhstück und Tom Traubert‘s Blues), Werbung oder wie ich meinen Mann verkaufe (2004). Am Theater Bielefeld gestaltete Gregor Zöllig neue Tanzwerke wie Struwwelpeter (2008), Ein Sommernachtstraum (2008), Am Ende eines Tages (2010), Am Puls des Lebens (2010), My Hotel Paradiese (2011), Trau Schau Wem? (2013), Methusalem (2015). Am Staatstheater Braunschweig entwickelte er die Tanzabende wie Rasender Stillstand (2015), Heimatabend (2018), Vom Sinn der Sinnlichkeit (2020).
Am Theater Bielefeld: die Tanzoper Orpheus und Eurydike (2006, Gluck), Vier Jahreszeiten (2006, Haydn, Turnage, Tüür, Britten), Erste Symphonie von Johannes Brahms (2009, Brahms), Vier Temperamente (2011, Jenkins, Mahler, Rautavaara, Schostakowitsch, Schwertsik, Weil), Schwanengesang (2011, Tschaikovski, Bryars), Tohuwabohu (2013, Komposition und Arrangements von 30er Jahre Schlager für Orchester von Christian van den Berg-Bremer), Rauschen (2013, Reich – Eine Koproduktion vom Theater Osnabrück und des Theater Bielefeld), Peer Gynt (2014, Grieg, Kompositionsauftrag an Gavin Bryars).
Am Staatstheater Braunschweig: Ein deutsches Requiem (2016, Brahms), Dein Herz ist meine Heimat – Shakespeares Sonetten (2017, da Venosa Moro, Dowland, Ravel, Gemmer, Yoshimatsu, Adams, Einaudi), Die Winterreise – Eine komponierte Interpretation (2019, Schubert, Zender), Siegfried – Eine Bewegung (2022, Kompositionsauftrag an Steffen Schleiermacher), Götterdämmerung (2023, Wagner in gemeinsamer Regie mit Schlingmann, Ostermann und Müller), Carmina Burana – eine szenische Kantate (2024, Orff).
Gregor Zöllig entwickelte spartenübergreifende Regie- und Choreografiearbeiten in enger künstlerischer Zusammenarbeit mit Mario Andersen und Jörg Wesemüller mit dem Schauspiel.
Im Westen nichts Neues – Ein Schauspiel- und Tanzprojekt nach Erich Maria Remarque (1998), Der Streit – Ein Schauspiel- und Tanzprojekt nach Pierre Mariveaux (2000), Als wir träumten – Spartenübergreifendes Projekt nach Clemens Meyer (2018), Narben (2021, Autorenauftrag an Katharina Kern).
Immer wieder suchte Gregor Zöllig nach neuen choreografischen Aufführungsformen und Ortserkundungen.
Das Stück »Heimat OhneZiel Namenlos« (2002) war als Stationendrama konzipiert und kam an drei Spielstätten zur Aufführung. Der Prolog »Heimat«  wurde auf der Bühne des Osnabrücker emma-Theaters angelegt, der Komplex Heimatlosigkeit »in den Gängen der ungemalten Bilder« und dem Innenhof des Felix Nußbaum Hauses, dass der Architekt Daniel Libeskind gebaut hat. Gregor Zöllig geht in diesem Stück der Frage nach, was Heimatlosigkeit heute bedeutet und lässt sich choreografisch auf die ungewöhnlichen Räume Daniel Libeskinds ein.
Der Tanz- und Performance-Parcours »Die Zeit ist reif – Ein Manifest für die Gemeinschaft« (2020) macht aus dem Großen Haus des Staatstheaters Braunschweig ein für das Publikum zugängliches Labyrinth, dass die Zuschauenden einlädt aus unterschiedlichen Perspektiven Tanz zu sehen, wahrzunehmen und soziale Fragen der Gemeinschaft zu diskutieren. Gregor Zöllig suchte dabei nach neuen Räumen der Begegnung. Dafür gestaltete er mit seinem Team und Ensemble elf Stationen, der kleine Besucher-Gruppen quer durch Räume, Ebenen, Gänge und Winkel des Staatstheaters führte. »Die Zeit ist reif« lädt ein zu einem Perspektivwechsel: Gemeinschaft wird von außen und von innen betrachtet, im Liegen mit dem Blick gen Himmel oder von oben mit den Augen auf jene gerichtet, die nicht dazugehören.
In der Zusammenarbeit mit der Kunsthalle Bielefeld, die ihr 40-jähriges Jubiläum feierte, eröffnete Gregor Zöllig 2008 mit seinem Ensemble den neuen Skulpturenpark, der nach den Originalentwürfen von Philip Johnson umgestaltet wurde, mit der 30 minütigen Performance »Erhüllung in Orange«. Tänzerische Aktionen und Improvisationen fanden zu Werken von Henry Moore, Sol Lewitt oder Ólafur Elíasson statt.
Gregor Zöllig eröffnete im Mai 2019 mit der Uraufführung von »fünf Quartette« von Henning Bundies die 25-jährige Jubiläumsausstellung »Now is the time« des Kunstmuseums Wolfsburg. Für diese Performance lassen sich die Tänzer unmittelbar auf die futuristische Wohnskulptur Verner Pantons, die raumgreifende Arbeit „Menschlich“ von Christian Boltanski oder das Werk von Jeppe Hein „Invisible Cube“ und weitere Kunstwerke ein.

## Arbeiten für Gastensembles
Gastchoreografien führten Gregor Zöllig an das Tanzwerk Nürnberg unter der künstlerischen Leitung von Jean Renshaw und Dirk Elwert, an das Staatstheater Schwerin, an das Ballett Vorpommern, das Ballett Nürnberg unter der künstlerischen Leitung von Daniela Kurz, an das Staatstheater Oldenburg und an das Theater Bielefeld unter der künstlerischen Leitung von Simone Sandroni.

## Ein Austausch innovativer Tanzstile
Gregor Zöllig hat viele Tanzschaffende eingeladen mit seinem Ensemble zu arbeiten.
Am Theater Osnabrück lud Gregor Zöllig Choreografierende wie Joaquim Sabaté, Roberto Galvan, Martin Schurr, José A. Biondi, Thomas Langkau, Vera Sander, Vivienne Newport, Andreas J. Etter, Örjan Andersson, Marco Santi, Anouk van Dijk, Yossi Berg, Club Roni & Guy (Roni Haver und Guy Weizman) und Rami Levi ein, Werke für das Ensemble zu kreieren.
Am Theater Bielefeld folgten Club Roni & Guy (Roni Haver und Guy Weizman), Jo Stromgren, Shlomi Bitton, Lionel Hoche, Roberto Galván, André Gingras, Simone Sandroni, Fabien Prioville, Rainer Behr, Reinhild Hoffmann, Susanne Linke, Henrietta Horn, Mauro de Candia, Mary Wigman, Guilherme Botelho und Pál Frenák seiner Einladung für eine künstlerische Zusammenarbeit.
Am Staatstheater Braunschweig arbeitete Gregor Zöllig mit Urs Dietrich, Henrietta Horn, Tiago Manquinho, Reinhild Hoffmann, Guilherme Botelho, Guy Nader & Maria Campos, James Wilton, Rainer Behr, Danae Dimitriadi & Dionysios Alamanos, Annamari Keskinen & Ryan Mason, Stijn Celis, Ihsan Rustem, Sita Ostheimer, Dunja Jocic, Club Roni & Guy (Roni Haver und Guy Weizman) und Jasmin Vardimon zusammen.
Als Gastspiele waren u. a. das Nederlands Dans Theater, Alias Compagnie Genf, Hamburger Ballett, Bayrisches Staatsballett oder Christina Caprioli zu Gast in Osnabrück. Das Wuppertaler Tanztheater Pina Bausch, Tero Saarinen Kompagnie, LeineRoebana Dance Company gastierten am Theater Bielefeld.

## Choreografien für ein junges Publikum
Seit 2017 kreiert das Staatstheater Braunschweig innerhalb von TanzJUNG! (unter Leitung von Gregor Zöllig und Jörg Wesemüller, dem Leiter des jungen Staatstheater) Choreografien für ein junges Publikum, die die Lebenswelten von Kindern und Jugendlichen thematisieren und ihnen ein gemeinschaftliches, kulturelles Erleben ermöglichen. Insbesondere in Zeiten von Digitalisierung und Vereinzelung kann der Tanz sprachliche Barrieren überwinden und kulturelle Teilhabe für Kinder und Jugendliche unterschiedlicher Herkunft erfahrbar machen.
Renommierte Choreografierende wie Dominika Willinek, Besim Hoti, Teresa Rotemberg, Anna Konjetzky, Liliana Barros, Sara Anguis, Henrietta Horn, Tiago Manquinho, Barbara Fuchs, Jörg Wesemüller und Gregor Zöllig haben neue Werke für junges Publikum geschaffen.
Ein weiterer Schwerpunkt von TanzJUNG! liegt in der Förderung von Tanzabsolventinnen und Tanzabsolventen. Das Staatstheater Braunschweig kooperiert mit der Folkwang Universität der Künste Essen und der ZHDK – Zürcher Hochschule der Künste und bietet jungen Tanzschaffenden der Tanzstudiengänge beider Hochschulen die Möglichkeit, bei der Kreation eines Stückes für junges Publikum den Berufseinstieg im professionellen Theaterbetrieb zu finden.

## Tanzvermittlung
Gregor Zöllig gründete viel beachtete und bundesweit anerkannte Initiativen wie das Osnabrücker Tanztheaterfestival, Tanzboden – das erste deutsche Netzwerk städtischer und staatlicher Tanzensembles sowie die Laientanzprojekte: die Osnabrücker Tanzwerkstatt: Der Elch tanzt, Zeitsprung (Theater Bielefeld) und tanzwärts! (Staatstheater Braunschweig).
Die Bielefelder Projektreihe Zeitsprung hat er gemeinsam mit Royston Maldoom entwickelt. 2009 und 2013 wurde das Zeitsprungkonzept des Bielefelder Tanztheaters beim Kongress „Kinder zum Olymp“ einer Bildungsinitiative der Kulturstiftung des Bundes und der Länder vorgestellt und erhielt dort Bundesweite Anerkennung. Auf Grund dieses Erfolges und des zukunftsweisenden Modellcharakters der Zeitsprungprojekte, stellt das Land Nordrhein-Westfalen seit 2010 Fördermittel bereit, die es ermöglichten die bundesweit erste Vollzeitstelle für Tanzvermittlung einzurichten. Mit denselben Intentionen entwickelt er die Tanzvermittlungsarbeit am Staatstheater Braunschweig weiter.
Seit zehn Jahren schafft die Tanzvermittlung des Tanztheaters des Staatstheater Braunschweig unter der künstlerischen Gesamtleitung von Gregor Zöllig einen kreativen Raum in der Stadtgesellschaft Braunschweig samt Umland. Dieser Ort, der Austausch möglich macht und den zeitgenössischen Tanz in den Mittelpunkt stellt, schafft vielfältige Begegnungen tanzinteressierter Menschen. Alle sind eingeladen, Tanz leibhaftig zu erfahren und auszuprobieren.
Mit den »tanzwärts!«-Projekten als Herzstück der Tanzvermittlung engagiert sich die gesamte Tanzsparte. Die Tanzschaffenden gewähren Einblicke in die professionelle Welt des Tanzes und zeigen sehr konkret, was es heißt, als Tänzerinnen und Tänzer auf den Bühnen des Staatstheaters zu stehen. Dieser intensive Austausch eröffnet den Teilnehmenden einen Blick in den Kosmos der Kunst.
In den letzten zehn Jahren wurden 17 Projekte mit 1080 Teilnehmenden auf den Bühnen des Staatstheaters aufgeführt, davon mit 390 Schülerinnen und Schüler. Die »tanzwärts!«-Choreografien haben über 10.000 Zusehende erreicht, davon viele, die mit Tanz und Kultur nicht in Berührung gekommen wären. In weiteren Projekten der Tanzvermittlung hat das Tanztheater gemeinsam mit den Bürgerinnen und Bürgern den Stadtraum ertanzt. So auch für den Film »tanzwärts! Virtual Edition«, in dem wir Kooperationen mit Institutionen eingegangen sind, die für das Stadtbild und die Kulturszene Braunschweigs von großer Bedeutung sind.

## Engagement für den Tanz
Gregor Zöllig engagierte sich von 2011 bis 2020 beim Tanzwettbewerb des Migros Kulturprozent in der Schweiz, das jungen talentierten Tänzerinnen und Tänzern ein Stipendium ermöglicht.
Die ehemalige NRW Ministerpräsidentin Hannelore Kraft berief Gregor Zöllig 2016 ins Kuratorium der Kunststiftung NRW, dem er fünf Jahre angehörte.
Er war drei Jahre von 2016 bis 2018 Jurymitglied für den Tanz (Berichterstatter) für den Theaterpreis DER FAUST, der vom Deutschen Bühnenverein zusammen mit der Deutschen Akademie der Darstellenden Künste und der Kulturstiftung der Länder in einzelnen Kategorien vergeben wird.
Gregor Zöllig ist seit 2020 Künstlerischer Leiter des Internationalen Choreografie-Wettbewerbes Hannover. Er ist dem Wettbewerb seit Jahren als Jurymitglied eng verbunden.
Viele Vorträge, Kurzreferate oder Impulsvorträge über seine Tätigkeiten als Choreograf und Leiter eines Tanztheaters führten ihn u. a. an das ZIF – das Zentrum für interdisziplinäre Forschung Bielefeld, den Waltviertler Neurofrühling/Neurologenkongress in Horn/Wien, an den Tanzkongress in Düsseldorf, an das „CED compact plus“, eine wissenschaftliche Veranstaltung für Gastroenterologen in Berlin, an die Kunststiftung NRW nach Düsseldorf, an das Tanzarchiv Köln, zum Fachtag in Oberhausen für Kulturelle Bildung (Koordinierungsstelle Kulturrucksack NRW/Arbeitsstelle Kulturelle Bildung NRW/Remscheid).

## Auszeichnungen
- 1996: Preisträger beim 10. Internationalen Choreographen-Wettbewerb in Hannover
- 2000: Bayerischer Theaterpreis in der Sparte Tanz, für die Gastchoreographie (mit sechs weiteren Choreographen) am Ballett Nürnberg für den Tanzabend Winterreise[11]
- 2004: Kunstpreis des Landschaftsverbandes Osnabrücker Land e. V.
- 2008: Bielefelder Theatertaler der Theater- und Konzertfreunde Bielefeld e. V.
- 2009: Nominierung für den Deutschen Theaterpreis Der Faust für seine Choreographie Erste Symphonie von Johannes Brahms